# Нивел (окръг)
Нивел (на френски: Nivelles) е окръг в Централна Белгия, провинция Валонски Брабант. Площта му е 1091 km², а населението – 401 106 души (по приблизителна оценка от януари 2018 г.). Административен център е град Нивел.